# Eleanor Southey Baker McLaglan
Eleanor Southey Baker McLaglan (13 de septiembre de 1879-20 de septiembre de 1969) fue una médica neozelandesa. Nació en la localidad de French Farm, Akaroa, Christchurch, Nueva Zelanda en 1879.
Sus padres fueron Thomas Southey Baker (1848-1902), un maestro de escuela inglés que jugó para Inglaterra en los no oficiales partidos de fútbol representativos entre Inglaterra vs. Escocia y lo hizo contra Escocia el 18 de noviembre de 1871, y de su esposa Josephine Dicken.
Eleanor fue la sexta mujer en recibir formación como  médica en Nueva Zelanda.

## Algunas publicaciones
- 1965. Stethoscope and saddlebags (Estetoscopio y alforjas). Auckland: Collins. 186 p.